# 戦闘工兵潜水員 (フランス軍)
戦闘工兵潜水員(せんとうこうへいせんすいいん　フランス語: Plongeurs du Combat du Génie)は、フランス陸軍の工兵連隊に所属し、ダイバーとしての偵察など特殊作戦を行う兵員。各部隊に20人程度と少人数で活動している。
2006年に、第1外人工兵連隊にあった水中作戦部隊(DINOPS)などが再編成されて成立した。

## 任務
- 機雷除去
- 地形交通能力の供給
- 人員の供給
- 特殊作戦

## 装備
- PAMAS G1
- FA-MAS
- FR-F2
- AA-52
- AAT-F1
- H&K MP5
- UZI
- H&K G36
- SIG SG552
- H&K HK416
- FN SCAR
- 12.7mm重機関銃
- PGM ヘカートII（対物ライフル）
- P4

## リンク
- Les PCG sur le site de la Défense
- site perso sur les plongeurs